# Bàrbara de Nicomèdia
Bàrbara (Nicomèdia, segle iii - 306) és una santa i màrtir venerada a tota la cristiandat. No hi ha però, cap prova històrica de la seva existència real ni consta als escrits martirològics més antics, ni tan sols al primer de sant Jeroni d'Estridó. Possiblement es tracti d'una santa llegendària, la veneració a la qual es difongué a partir del segle vii. A causa d'aquests dubtes, va ser eliminada del Calendari dels sants de l'Església Catòlica Romana el 1969, permetent-ne el culte en els llocs on és tradicional. És una santa molt popular, associada a alguns treballs com els miners i artillers, i invocada contra els llamps i la mort sobtada i violenta.

## Llegenda
D'acord amb les llegendes sobre la seva vida, recollides principalment a la Llegenda àuria, Bàrbara era la filla d'un ric pagà anomenat Diòscor. Aquest volia preservar-la del contacte amb el món i la va tancar en una torre. Bàrbara va fer-se cristiana en secret i va consagrar la seva virginitat a Déu, per la qual cosa va refusar el matrimoni que li va proposar el seu pare. Mentre el seu pare era de viatge, va fer obrir tres finestres a la torre, com a símbol de la Santíssima Trinitat. En assabentar-se el pare que era cristiana, va voler matar-la, brandant una espasa, però la torre s'obrí i Bàrbara fou miraculosament transportada fins a una muntanya. Dos pastors que hi tenien els seus ramats la van veure i quan Diòscor, que la perseguia, va demanar si l'havien vist, un pastor va dir que no; l'altre, però, va trair-la i a l'instant va quedar petrificat, i el seu bestiar va convertir-se en llagostes.
Portada davant del prefecte de la província, Martinià, va ésser torturada, però va romandre fidel a la seva fe. Cada nit, però, la seva cel·la s'il·luminava i era guarida de les ferides que havia patit a la tortura. Finalment, va ser decapitada pel seu propi pare. Com a càstig, però, un llamp el matà quan tornava cap a casa i el seu cos va quedar reduït a cendres. Bàrbara va ser sebollida per un cristià, Valentí, i la seva tomba va ser lloc de nombrosos miracles.
La llegenda diu que va morir un 4 de desembre al regnat de l'emperador Maximí i el prefecte Marcià, entre 286 i 305, a Nicomèdia (Bitínia), on havia nascut.

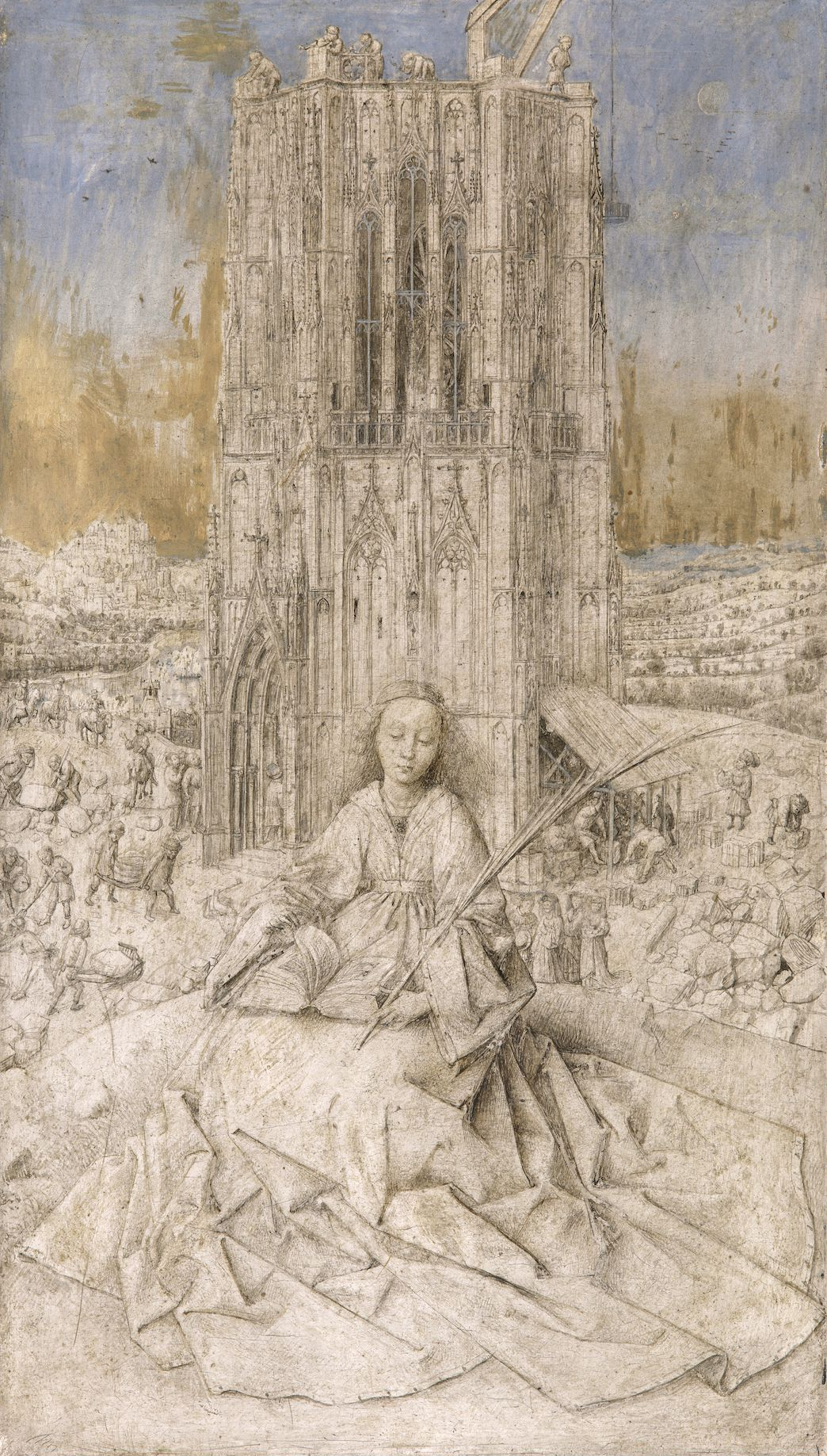
Dibuix de Jan van Eyck, ca. 1437
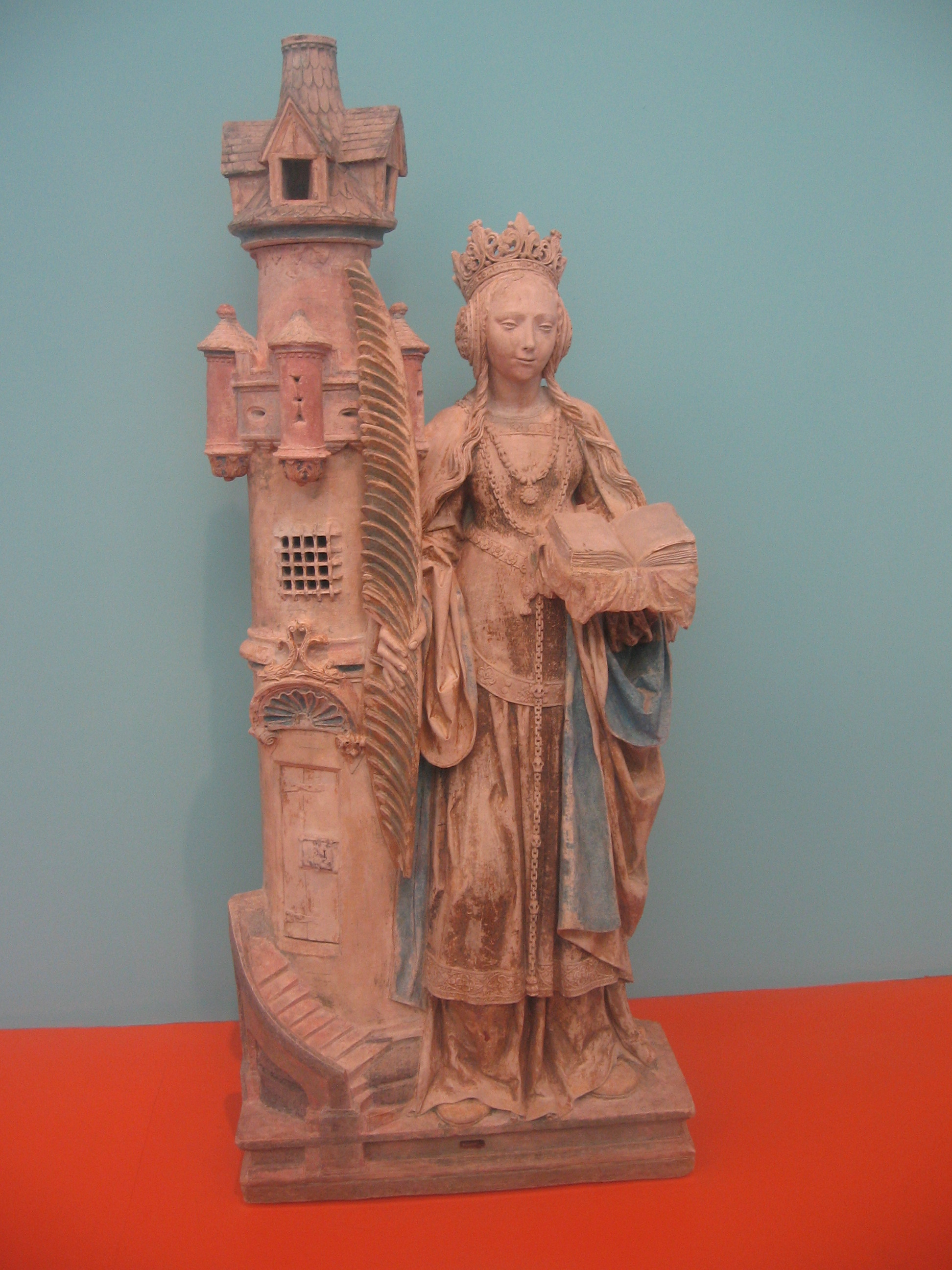
Escultura, ca. 1525 (Villeloup, Aube)
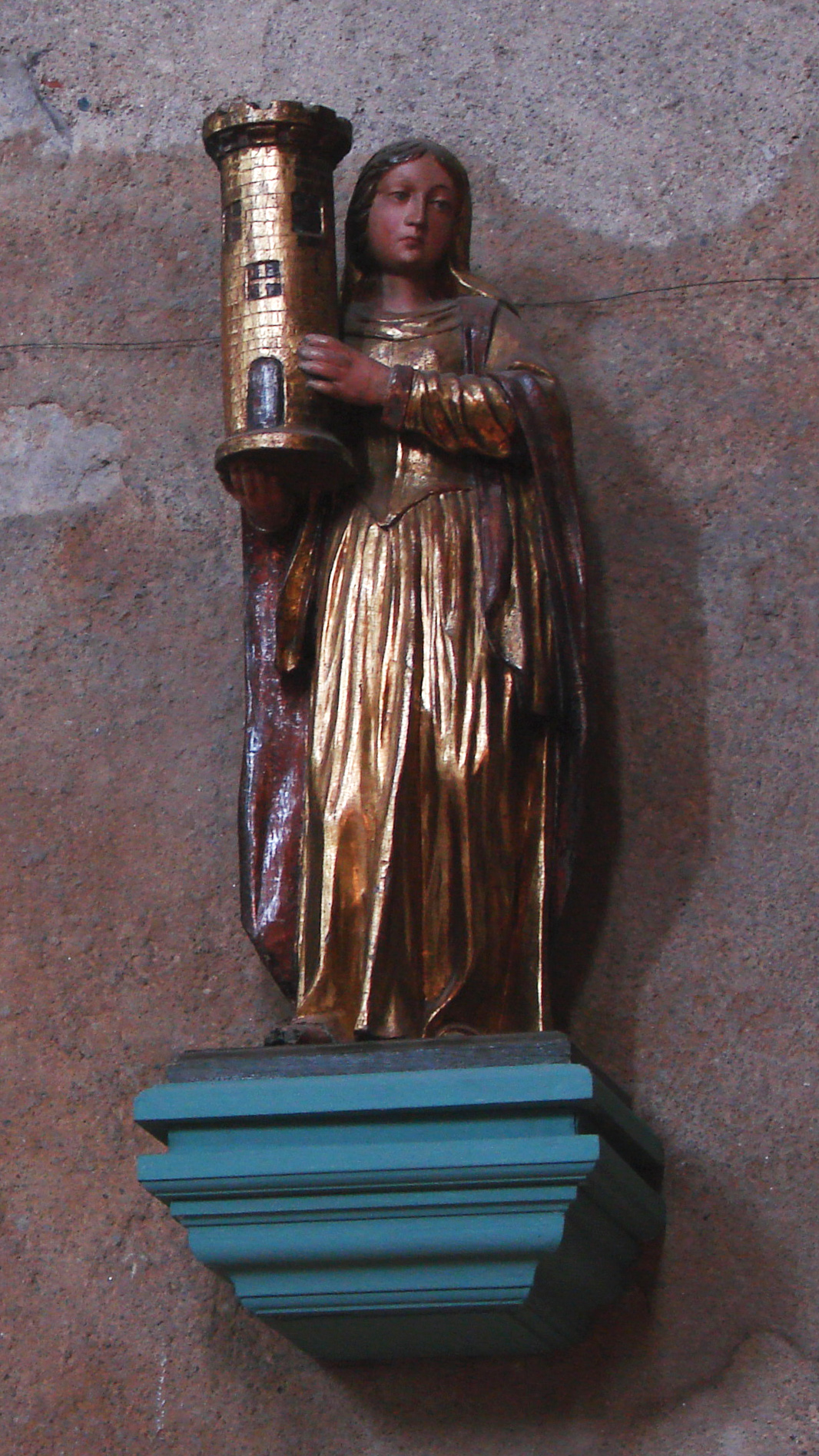
Escultura a la Catedral de Tulle, s. XVI
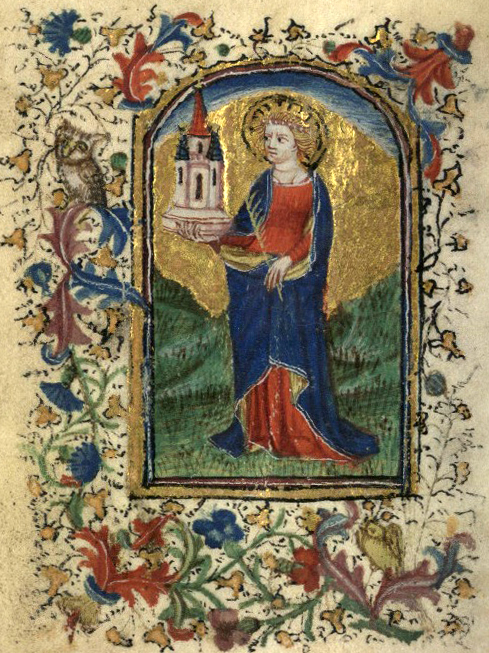
Miniatura de les Hores de Toul, s. XV
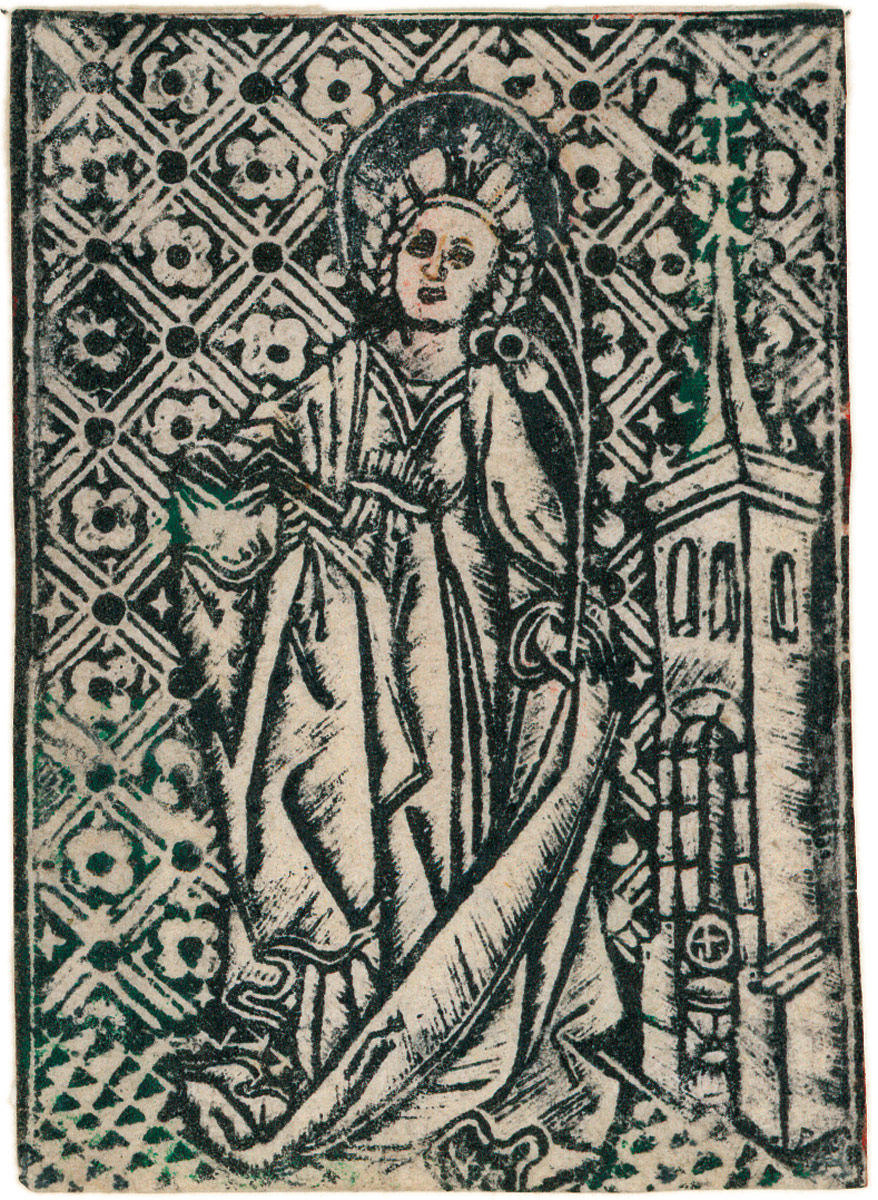
Gravat en metall anònim, ca. 1470

## Historicitat
La llegenda apareix al Speculum historiale de Vincent de Beauvais i, després, a la Llegenda àuria, en versions tardanes. La majoria d'historiadors qüestionen la versemblança i l'existència de la santa, ja que, fins llavors, no es troba citada en cap martirologi antic, tot i que comença a trobar-se'n el nom a Roma cap al segle vii. El seu culte va començar a difondre's cap al segle ix.

## Veneració
Santa Bàrbara és un dels Catorze Sants Auxiliadors. L'associació amb el llamp que va matar el seu pare va fer que fos invocada com a protectora contra els llamps i el foc i, a partir d'aquí, va associar-se als explosius, l'artilleria i les mines.
La festa, el 4 de desembre, va incloure's al calendari romà cap al segle xii. El 1969, a causa dels dubtes sobre la historicitat de la llegenda, va ser eliminada del calendari dels sants. Es manté, però, al Martirologi romà. L'Església Ortodoxa, on és molt popular, no ha cessat de venerar-la, també el 4 de desembre.
Diversos llocs diuen tenir les suposades relíquies de la màrtir. A la Catedral de Sant Vladímir de Kíev van arribar cap a 1930 des del monestir de Sant Miquel de les Cúpules Daurades, a la mateixa ciutat, on van ser portades al segle xii des de Constantinoble. Una altra tradició en situa el cos a Rieti, des del segle x, on la catedral li és dedicada. Una altra feia que, martiritzada e Egipte, les relíquies anessin a Constantinoble i, des d'allí, passessin per Venècia i Torcello fins a arribar a S. Martino de Murano, on serien ara.

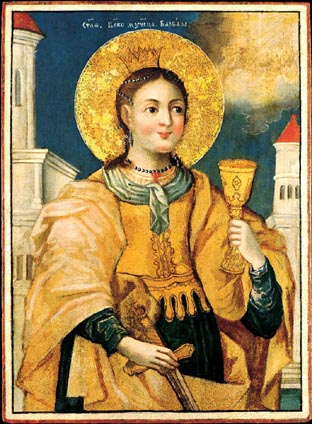
Icona ortodoxa
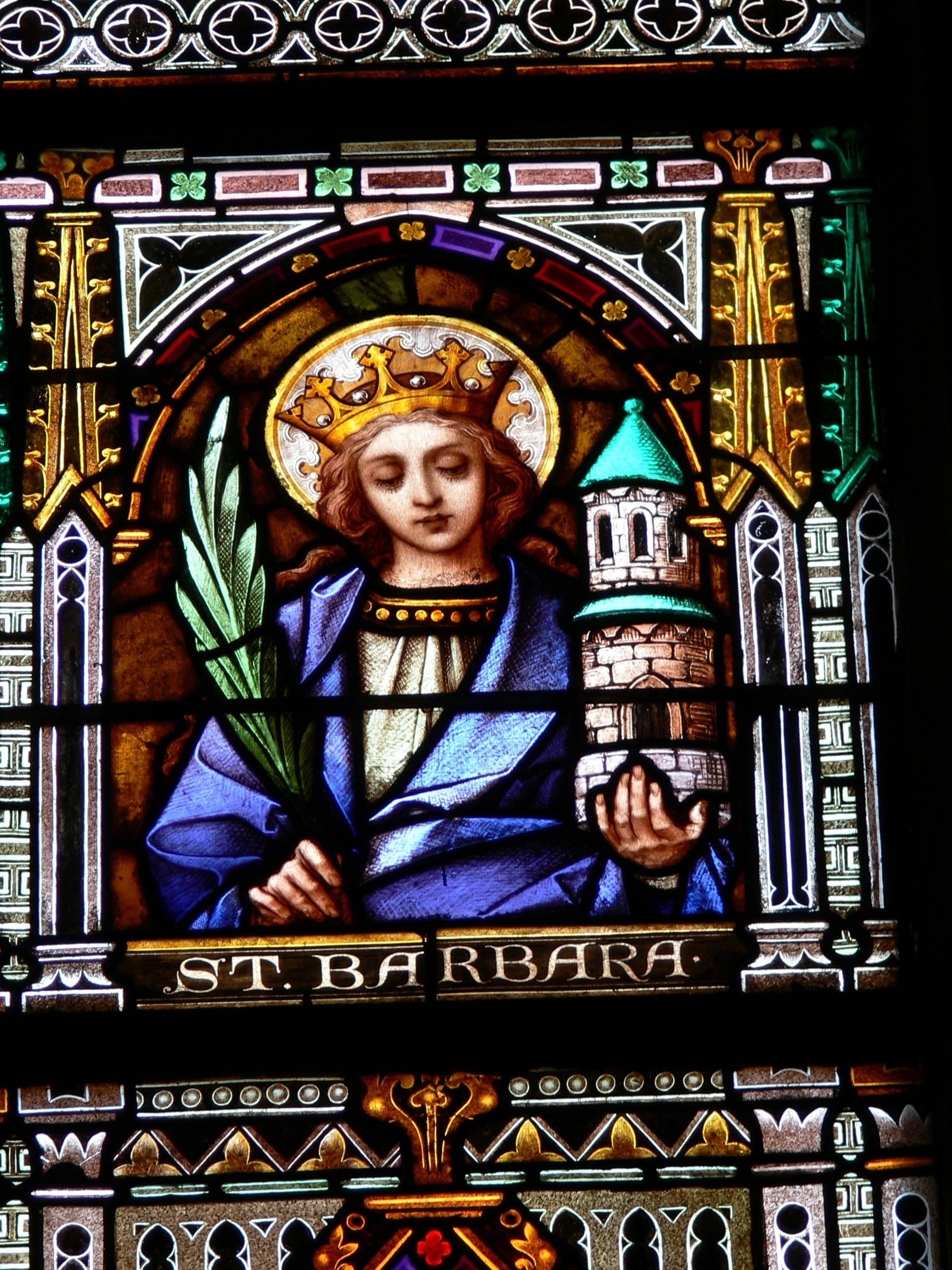
Vitrall a la catedral de Linz
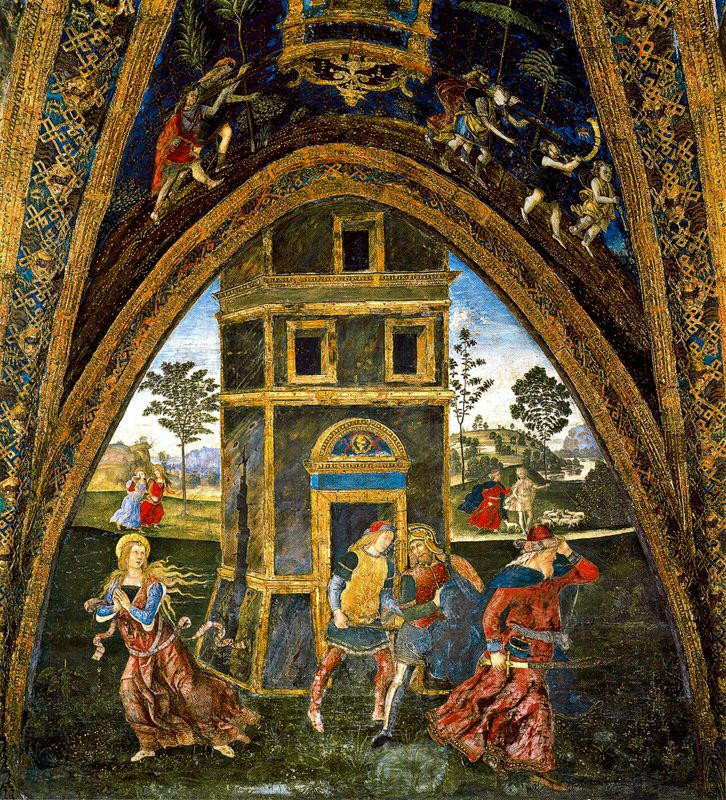
La santa fugint, per Pinturicchio, 1490 (Vaticà, Stanze Borgia)
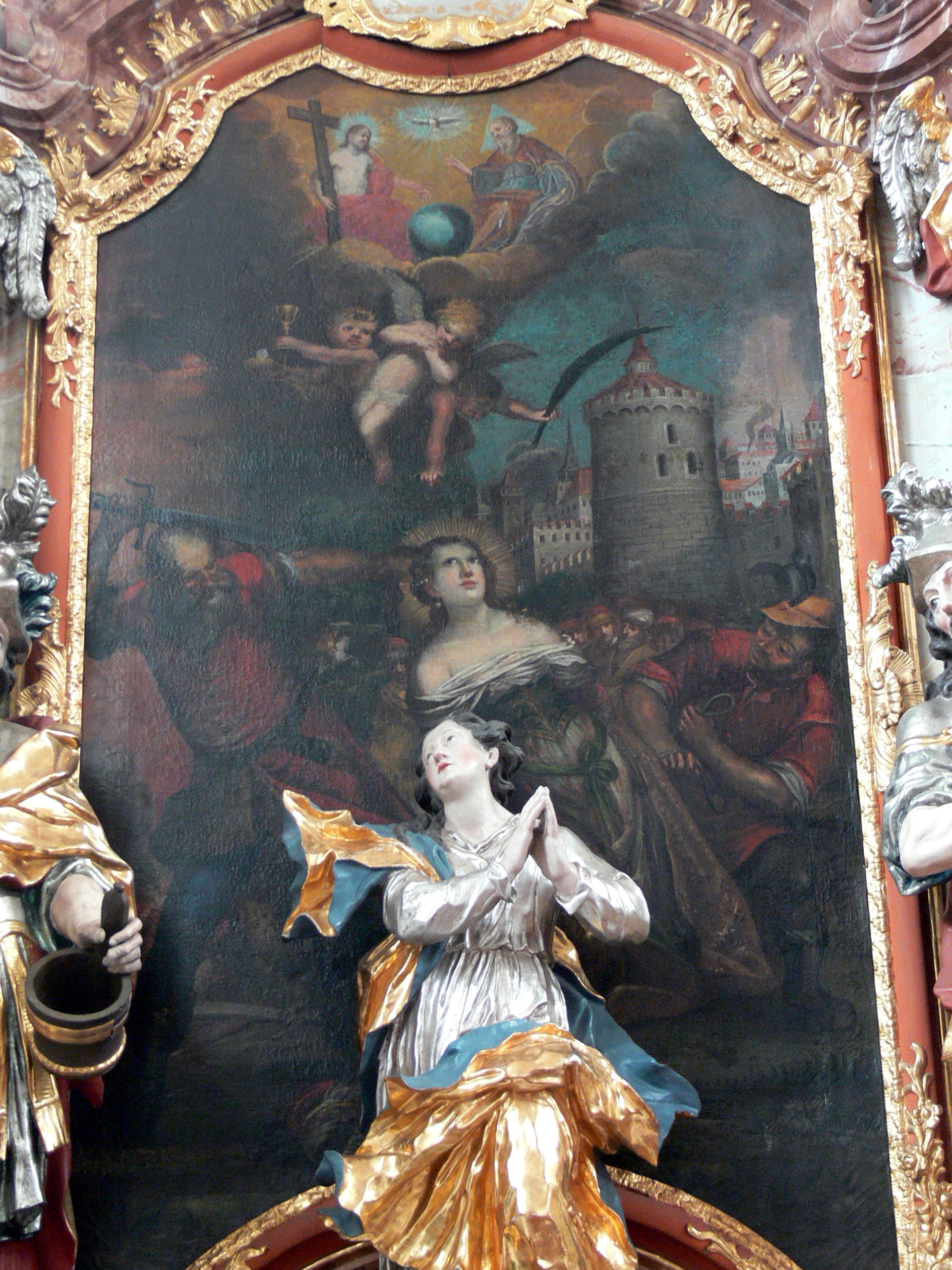
Martiri, a S. Ulrich de Hofkirche, 1740

## Patronatge
- Faura, província de València.
- Sevilla la Nueva (Madrid).
- Castro - Grandas de Salime (Astúries).
- Ábrego, Norte de Santander (Colòmbia).
- Casinos (València).
- Catadau (València).
- Vilafranca de Bonany (Mallorca).
- Maleján (Saragossa).
- Las Menas de Serón, província d'Almeria.
- Tharsis, província de Huelva (Espanya).
- Santa Bárbara de Casa, província de Huelva (Espanya).
- Baza, província de Granada.
- Peñarroya-Pueblonuevo, província de Còrdova (Espanya).
- Montcada, província de València.
- Santa Bárbara, cantó de la província d'Heredia, Costa Rica.
- Montsó (Osca).
- Cerro del Hierro, Sevilla.
- Villanueva del Río y Minas, Sevilla.
- Sensuntepeque, Departament de Cabañas (El Salvador).
- Figueruelas (Saragossa).
- Guijo de Santa Bárbara, província de Càceres.
- Santa Rosalia B.C.S. (Mèxic)
- Districte de Poroy - Cusco, Región Cusco (Perú).
- Parròquia Santa Bàrbara - Santa Laura Montoya, (Riochico), Manabí (l'Equador).
- Cementeri de Serradilla.
- Patrona del Municipi Santa Bárbara de l'estat de Monagas (Veneçuela).
- Patrona d'Arauca, Departament d'Arauca (Colòmbia).

## Iconografia
Obresː
- Retaule de Santa Bàrbara, atribuït a Gonçal Peris Sarrià, 1410-1425 (MNAC)
- Santa Bàrbara, de Van Eyck c. 1435 (Reial Museu de Belles Arts d'Anvers)
- Predel·la del Retaule de la Transfiguració, s. XV (Catedral de Tortosa)
- Santa Bàrbara, atribuïda a Ludovic Brea c. 1500 (Museu Nacional d'Art Antic, Lisboa)
- Relleu de fusta policromada, s. XVII (Museu Diocesà i Comarcal de Solsona)
- Quadre de Francisco de Goya, de cap a 1772 (Museu del Prado)[4]